# Jeanne Hébuterne
 Jeanne Hébuterne (n. 6 aprilie 1898 - d. 25 ianuarie 1920) a fost o artistă franceză, cunoscută cel mai bine drept soția artistului italian Amedeo Modigliani.

## Biografie
Jeanne s-a născut la Paris, într-o familie romano-catolică. A fost introdusă în comunitatea artistică din Montparnasse de fratele ei André Hébuterne care voia să devină pictor. Având talent la desen ea începe să studieze la "Académie Colarossi". În primăvara anului 1917, la vârsta de nouăsprezece ani face cunoștință cu Amedeo Modigliani. Curând, Jeanne începe o legătură cu carismaticul artist, cei doi se îndrăgostesc și în ciuda obiecției părințiilor ei, se mută la Modigliani.
Descrisă de scriitorul Charles-Albert Cingria (1883-1954) ca blândă, timidă, liniștită și delicată, Jeanne Hébuterne a devenit principalul subiect pentru arta lui Modigliani. În toamna anului 1918, datorită climei mai calde, cuplul se mută de la Nisa pe Coasta de Azur. Pe 29 noiembrie s-a născut fata lor, Giovanna. În primăvara anului următor, familia se întoarce la Paris unde Modigliani participă la diferite expoziții.

## Decesul
La 24 ianuarie 1920, Modigliani moare bolnav de tuberculoză. A doua zi după moartea sa, Jeanne însărcinată în luna a opta, s-a sinucis. Familia ei, care l-a blamat pe Modigliani, a înmormântat-o în Cimitirul Bagneux. Aproape zece ani mai târziu, familia Hébuterne a permis ca ea să fie transferată la cimitirul Père Lachaise, lângă Modigliani.
Fiica lor orfană, Giovanna Modigliani (1918-1984) a fost adoptată de mătușa ei, sora tatălui său și a trăit în Florența, Italia. În 1958, ea a scris o biografie a tatălui ei intitulată Modigliani: Omul și mitul.
În octombrie 2000 lucrările Jeannei Hébuterne au fost prezentate la o importantă expoziție Modigliani la Veneția, Italia.

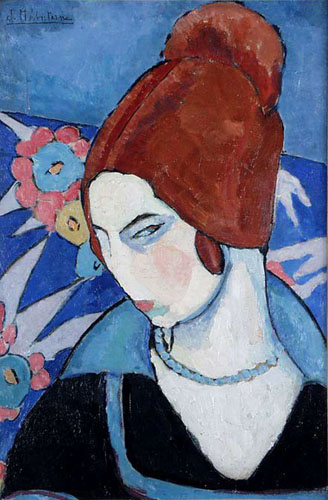
Autoportret.
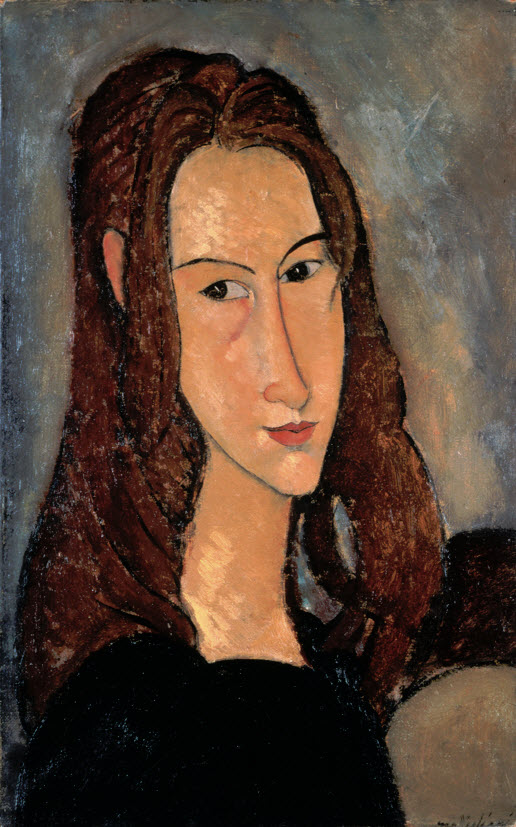
Portret de Amedeo Modigliani, 1918.
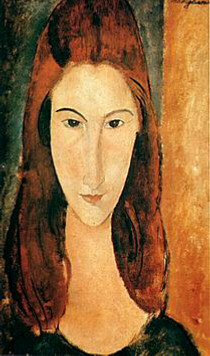
Portret de Amedeo Modigliani, 1919.